# Coupe de France 2023/24

CdF-Wettbewerbslogo

Der Wettbewerb um die Coupe de France in der Saison 2023/24 ist die 107. Ausspielung des französischen Fußballpokals für Männermannschaften. Titelverteidiger war der FC Toulouse, der diesmal allerdings bereits im Sechzehntelfinale ausschied. Im Endspiel setzte sich Paris Saint-Germain, das die Coupe damit zum 15. Mal gewann, gegen Olympique Lyon durch.
Während die Dritt- und die Zweitligavereine ebenso wie elf Teilnehmer aus sieben der französischen überseeischen Gebiete bereits in den von den regionalen Untergliederungen des Landesverbands Fédération Française de Football (FFF) organisierten Qualifikationsrunden in den Wettbewerb eingreifen müssen – die Drittligisten in der 5., die beiden letztgenannten Gruppen in der 7. Runde –, beginnt für die Erstligisten – und gegebenenfalls einen unterklassigen Titelverteidiger – der Wettbewerb erst zwei Runden später mit dem Zweiunddreißigstelfinale (Beginn des Hauptwettbewerbs). Nur in dieser Runde werden die dafür qualifizierten 64 Vereine landesweit in vier regionale Lostöpfe à 16 Mannschaften aufgeteilt, worin jeweils annähernd gleich viele Teams gleicher Ligazugehörigkeit vertreten sind. Ab dem Sechzehntelfinale fällt auch diese Vorsortierung weg und der Wettbewerb wird ausschließlich nach dem klassischen Pokalmodus ausgetragen: Spielpaarungen werden ohne Setzlisten aus sämtlichen noch im Wettbewerb befindlichen Klubs ausgelost und jeweils lediglich ein Spiel ausgetragen, an dessen Ende ein Sieger feststehen muss (und sei es durch Verlängerung und Elfmeterschießen), der sich dann für die nächste Runde qualifiziert, während der Verlierer ausscheidet. Auch das Heimrecht wird für jede Begegnung durch das Los ermittelt, allerdings mit der Einschränkung, dass Klubs, die gegen eine mindestens zwei Ligastufen höher spielende Elf anzutreten haben, automatisch Heimrecht bekommen.
Die unterklassigen Vereine kämpften zudem wiederum um den mit Geldpreisen verbundenen Titel als erfolgreichster Außenseiter. Dieser derzeit hauptsächlich von der Handelskette Intermarché gesponserte Nebenwettbewerb trägt die offizielle Bezeichnung Classement des Petits Poucets (auf Deutsch: „Däumlingswertung“). Aus dem französischen Kernland hatten vier Sechstligisten (Sarreguemines FC, US Saint-Omer, AS Fabrègues, US Revel) das Zweiunddreißigstelfinale erreicht, sowie zwei Mannschaften aus Übersee (Golden Lion FC aus Martinique und CS Moulien aus Guadeloupe). Obwohl keiner dieser Mannschaften die Sechzehntelfinale erreichten, war der Viertligist Le Puy Foot 43 Auvergne am Ende erfolgreichster, als er das Amateurklub aus der niedrigsten Spielklasse in der Viertelfinale war.
Das Endspiel fand aufgrund der Renovierungsarbeiten am Stade de France zur Vorbereitung der Olympischen und Paralympischen Spiele am 25. Mai 2024 im Stade Pierre-Mauroy in Lille statt.

## Zweiunddreißigstelfinale
Spiele am 5.–7. Januar 2024. L1, L2 bzw. D3 stehen für die Zugehörigkeit zur ersten bis dritten Liga, N2 bzw. N3 für die beiden landesweiten Amateurligen, R1 bzw. DH („Régional 1“) für die sechste Ligenstufe.
Ergebnisse: i. E. = im Elfmeterschießen.
| - Entente Feignies Aulnoye FC (N2) – US Quevilly (L2) 1:0 - FC Chambly (N2) – Racing Paris (N2) 1:2 - Sarreguemines FC (R1) – FC Valenciennes (L2) 0:2 - OSC Lille (L1) – Golden Lion FC (DH Martinique) 12:0 - SC Amiens (L2) – HSC Montpellier (L1) 1:2 - US Saint-Omer (R1) – USL Dunkerque (L2) (a) 2:3 - US Thionville (N3) – Olympique Marseille (L1) (b) 0:1 - EA Guingamp (L2) – Stade Rennes (L1) 0:2 - Lyon – La Duchère (N3) – Le Puy Foot 43 Auvergne (N2) 1:2 - Stade Brest (L1) – SCO Angers (L2) 1:0 - FC Sochaux (D3) – FC Lorient (L1) 2:1 - OGC Nizza (L1) – AJ Auxerre (L2) 0:0, 4:2 i. E. - CA Pontarlier (N3) – Olympique Lyon (L1) (c) 0:3 - Chambéry SF (N3) – FC Toulouse (L1) 0:3 - US Feurs (N3) – AS Saint-Priest (N3) 3:5 - Louhans-Cuiseaux FC (N3) – FC Rouen (D3) 0:2 | - FC Metz (L1) – Clermont Foot (L1) 1:1, 1:3 i. E. - AS Fabrègues (R1) – Trélissac-Antonne Périgord FC (N2) 1:4 - Olympique Alès (N2) – Paris FC (L2) 1:2 - US Orléans (D3) – Olympique Nîmes (D3) 2:1 - SO Romorantin (N2) – CS Moulien (DH Guadeloupe) 4:0 - Entente Sannois Saint-Gratien (N3) – Girondins Bordeaux (L2) 1:1, 2:4 i. E. - Racing Lens (L1) – AS Monaco (L1) 2:2, 5:6 i. E. - Le Havre AC (L1) – SM Caen (L2) 2:1 - FC Challans (N3) – AF Rodez (L2) 0:4 - FC Pau (L2) – FC Nantes (L1) 1:4 - Avoine OCC (N2) – Racing Strasbourg (L1) (d) 0:4 - VF Les Herbiers (N2) – LB Châteauroux (D3) 2:2, 3:4 i. E. - FC Bergerac (N2) – FC Libourne (N2) 2:1 - FC Dieppe (N3) – Stade Laval (L2) (e) 0:4 - Dinan Léhon FC (N2) – Stade Reims (L1) 0:3 - US Revel (R1) – Paris Saint-Germain FC (L1) (f) 0:9 |

## Sechzehntelfinale
Spiele am 19.–21. und 24. Januar 2024.
| - Stade Rennes (L1) – Olympique Marseille (L1) 1:1, 9:8 i. E. - Entente Feignies Aulnoye FC (N2) – HSC Montpellier (L1) (g) 0:4 - FC Nantes (L1) – Stade Laval (L2) 0:1 - US Orléans (D3) – Paris Saint-Germain FC (L1) 1:4 - Le Puy Foot 43 Auvergne (N2) – USL Dunkerque (L2) 2:1 - Racing Paris (N2) – OSC Lille (L1) (h) 0:1 - Clermont Foot (L1) – Racing Strasbourg (L1) 1:3 - FC Sochaux (D3) – Stade Reims (L1) 2:2, 5:4 i. E. | - Trélissac-Antonne Périgord FC (N2) – Stade Brest (L1) 1:2 - FC Rouen (D3) – FC Toulouse (L1) (i) 3:3, 12:11 i. E. - FC Valenciennes (L2) – Paris FC (L2) 2:1 - FC Bergerac (N2) – Olympique Lyon (L1) (j) 1:2 - AF Rodez (L2) – AS Monaco (L1) 1:3 - LB Châteauroux (D3) – Le Havre AC (L1) 0:1 - AS Saint-Priest (N3) – SO Romorantin (N2) 4:1 - Girondins Bordeaux (L2) – OGC Nizza (L1) 2:3 |

## Achtelfinale
Spiele am 6.–8. Februar 2024.
| - Olympique Lyon (L1) – OSC Lille (L1) 2:1 - Racing Strasbourg (L1) – Le Havre AC (L1) 3:1 - FC Sochaux (D3) – Stade Rennes (L1) 1:6 - FC Rouen (D3) – AS Monaco (L1) 1:1, 6:5 i. E. | - Paris Saint-Germain FC (L1) – Stade Brest (L1) 3:1 - HSC Montpellier (L1) – OGC Nizza (L1) 1:4 - Le Puy Foot 43 Auvergne (N2) – Stade Laval (L2) 2:1 - AS Saint-Priest (N3) – FC Valenciennes (L2) 1:2 |

## Viertelfinale
Spiele am 27.–29. Februar und 13. März 2024.
| - Paris Saint-Germain FC (L1) – OGC Nizza (L1) 2:1 - Olympique Lyon (L1) – Racing Strasbourg (L1) 0:0, 4:3 i. E. | - Le Puy Foot 43 Auvergne (N2) – Stade Rennes (L1) 1:3 - FC Rouen (D3) – FC Valenciennes (L2) 1:1, 2:4 i. E. |

## Halbfinale
Spiele am 2./3. April 2024.
| - Olympique Lyon (L1) – FC Valenciennes (L2) 3:0 | - Paris Saint-Germain FC (L1) – Stade Rennes (L1) 1:0 |

## Finale
Spiel am 25. Mai 2024 im Stade Pierre-Mauroy, vor 46.577 Zuschauern
- Olympique Lyon – Paris Saint-Germain FC 1:2 (0:2)

### Aufstellungen
Olympique Lyon: Lucas Perri – Clinton Mata (Ainsley Maitland-Niles, 73.), Jake O’Brien, Duje Ćaleta-Car, Nicolás Tagliafico – Maxence Caqueret, Nemanja Matić (Mama Baldé, 86.), Corentin Tolisso (Orel Mangala, 74.) – Rayan Cherki (Ernest Nuamah, 67.), Alexandre Lacazette , Saïd Benrahma (Malick Fofana, 74.)
Trainer: Pierre Sage
Paris Saint-Germain FC: Gianluigi Donnarumma – Achraf Hakimi, Marquinhos , Lucas Beraldo, Nuno Mendes – Warren Zaïre-Emery, Vitinha, Fabián Ruiz – Ousmane Dembélé (Marco Asensio, 90.+2'), Kylian Mbappé, Bradley Barcola (Lee Kang-in, 85.)
Trainer: Luis Enrique
Schiedsrichter: François Letexier

### Tore
0:1 Dembélé (22.)
0:2 Ruiz (34.)
1:2 O’Brien (55.)